# 呼吸 (爱莉安娜·格兰德歌曲)
《呼吸》（英語："Breathin"，显示风格全小写）是美国歌手爱莉安娜·格兰德的歌曲，收录于她的2018年第三张录音室专辑《甜到翻》。歌曲由爱莉安娜、沙凡·科提查、彼得·斯文森和制作人伊利亚·萨尔曼扎德共同创作。歌曲作为专辑的第三支主打单曲，于2018年9月18日登录当代流行电台。歌词中讲述了呼吸在情绪焦虑下的影响，并且这是来自爱莉安娜的亲身体验。

## 詞曲

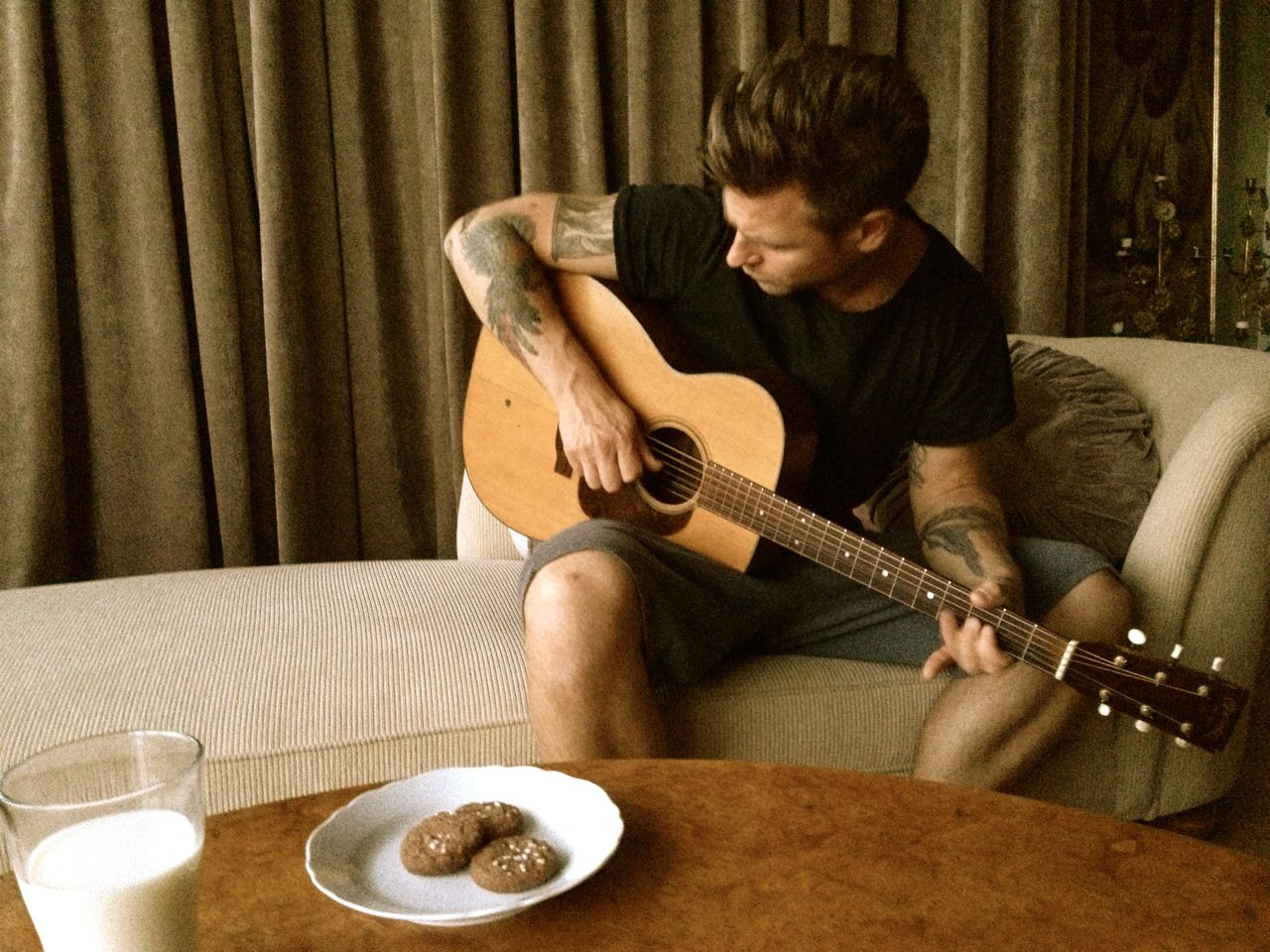
彼得·斯文森（图中）共同创作了歌曲。

《呼吸》是一首时长三分十八秒的流行舞曲。歌曲以F小调谱写，演唱范围从F3延伸至F5。歌曲最初泄露在《淚已流乾》的音乐视频里。爱莉安娜在节目《今夜秀》上描述了这首歌曲：
“《呼吸》是关于呼吸……在你焦虑的时候。歌曲是关于焦虑和感觉到你透不过气。这就像是在全世界最糟糕的感觉。这是关于那种感觉的歌曲……我有过很多次（焦虑发作）。我们在录音室，我们在写歌，我就像是‘啊，快憋死我了。’然后他们只是‘我们要写完这首歌。’然后我就是‘好吧，我还是透不过气，但我们会写完它的。’”——爱莉安娜·格兰德，《今夜秀》

## 商业情况
专辑《甜到翻》发行后，《呼吸》进入了全球多个音乐排行榜。专辑发行的第一周，歌曲空降美国《公告牌》百强单曲榜第二十二位，是爱莉第十四首进入排行榜四十强的单曲。歌曲在第一周售出两万七千八百份数字下载，空降数字歌曲榜第四位。在第二周，歌曲在百强单曲榜上降至第三七位。歌曲在2018年9月18日登陆电台后，正式进入《公告牌》主流四十强电台排行榜第三十八位。之后上升至第二十一位。
在全球市场中，《呼吸》空降澳大利亚唱片业协会榜和英国单曲排行榜的第八位，是在两个国家的第十八首十强歌曲。歌曲空降捷克共和国、爱尔兰、匈牙利、葡萄牙、希腊和斯洛伐克的排行榜十强，并空降奥地利、加拿大、丹麦、芬兰，新西兰、挪威、苏格兰、瑞典和瑞士的排行榜二十强。

## 现场演唱
爱莉安娜在纽约市，芝加哥和洛杉矶的The Sweetener Sessions上现场演唱歌曲。

## 音乐视频
爱莉安娜在2018年10月10日发布了歌曲的音乐视频，由她的宠物小猪Piggy Smallz出镜主演，视频中它在好奇地靠近镜头并在盖了毛绒的床上走来走去。视频是爱莉安娜拍摄的。爱莉安娜在Instagram上说她希望粉丝这段视频能让等待“真正的”音乐视频的粉丝们开心。爱莉安娜后来于2018年11月3日在Twitter上透露了有关音乐视频更多的状态，并表示将与她即将发行的第五张录音室专辑一起正式发行。音乐视频最终于2018年11月7日在Vevo播出，同时由汉娜·勒克斯·戴维斯执导。

## 鸣谢名单
整理自专辑《甜到翻》的内页。
录制和管理
- 录制于MXM Studios（加利福尼亚州洛杉矶）和Wolf Cousins Studios（瑞典斯德哥尔摩）
- 混音于MixStar Studios（弗吉尼亚州弗吉尼亚海滩）
- 母带制作于Sterling Sound（纽约州纽约）
- 出版由环球唱片公司/Grand AriMusic（ASCAP）、Wolf Cousins、华纳/查普尔音乐公司斯德哥尔摩（STIM）以及MXM（ASCAP） — 管理由Kobalt（ASCAP）

名单
- 爱莉安娜·格兰德 – 创作，演唱
- 伊利亚·萨尔曼扎德 – 创作，制作，伴唱，键盘，贝斯，鼓，吉他，伴奏（英语：Programming (music)）
- 沙凡·科提查 – 创作
- 彼得·斯文森 – 创作
- 马克斯·马丁 – 键盘
- 萨姆·荷兰 – 录音
- 诺亚·帕索沃伊 – 录音
- 科里·比奇 – 录音工程师协助
- 杰里米·勒托拉 – 录音工程师协助
- 塞尔班·根尼阿 – 混音
- 约翰·汉恩斯 – 混音协助
- – 母带

## 排行榜
| 排行榜（2018年）                     | 最高 排名 |
| ------------------------------------ | --------- |
| 澳大利亚（唱片业协会榜）             | 8         |
| 奥地利（Ö3四十强单曲榜）             | 19        |
| 比利时佛兰德（Ultratop五十强单曲榜） | 21        |
| 比利时瓦隆（Ultratip榜外單曲榜）     | 9         |
| 加拿大（Canadian Hot 100）           | 16        |
| 加拿大（《告示牌》Canada CHR）       | 34        |
| 捷克（百強數位單曲榜）               | 9         |
| 丹麦（Tracklisten）                  | 19        |
| 芬兰（芬蘭官方單曲榜）               | 14        |
| 法国（法國唱片出版業公會）           | 70        |
| 德国（德國官方單曲榜）               | 35        |
| 希腊（《公告牌》數位單曲銷售榜）     | 1         |
| 匈牙利（四十強單曲榜）               | 6         |
| 匈牙利（四十強串流榜）               | 4         |
| 爱尔兰（愛爾蘭唱片音樂協會）         | 5         |
| 意大利（意大利音乐产业联盟）         | 33        |
| 荷兰（百强单曲榜）                   | 23        |
| 新西兰（新西兰唱片音乐协会）         | 11        |
| 挪威（世界之路榜單）                 | 18        |
| 葡萄牙（葡萄牙唱片業協會单曲榜）     | 6         |
| 蘇格蘭（官方榜单公司單曲榜）         | 17        |
| 斯洛伐克（百強數位單曲榜）           | 7         |
| 西班牙（西班牙音樂製作協會）         | 45        |
| 瑞典（瑞典最熱榜）                   | 13        |
| 瑞士（瑞士热门音乐榜）               | 14        |
| 英國（官方榜单公司單曲榜）           | 8         |
| 美国（《告示牌》百大單曲榜）         | 22        |
| 美國（《告示牌》Adult Pop Airplay）  | 26        |
| 美國（《告示牌》Pop Airplay）        | 21        |

## 销量认证
| 地區                   | 认证 | 认证单位/销量 |
| ---------------------- | ---- | ------------- |
| 英国（英国唱片业协会） | 银   | 200,000‡      |
| ‡僅含認證的+實際銷量   |      |               |

## 发行历史
| 区域   | 日期          | 形式         | 厂牌           | 参文   |
| ------ | ------------- | ------------ | -------------- | ------ |
| 美国   | 2018年9月18日 | 当代流行电台 | 联众唱片       | [ 48 ] |
| 意大利 | 2018年9月21日 | 当代流行电台 | 环球唱片意大利 | [ 49 ] |
| 美国   | 2018年9月24日 | 成人当代音乐 | 联众唱片       | [ 50 ] |